# Northumberland megye (Virginia)
Northumberland megye az Amerikai Egyesült Államokban, azon belül Virginia államban található. Megyeszékhelye és legnagyobb városa Heathsville. Lakosainak száma 11 839 fő (2020. április 1.). Northumberland megye Richmond, Westmoreland, Lancaster és Saint Mary's megyékkel határos.

## Népesség
A megye népességének változása:
| Lakosok száma | 12 352 | 12 399 | 12 338 | 12 200 | 12 232 | 11 839 |
|               | 2010   | 2011   | 2012   | 2013   | 2015   | 2020   |